# Crusoe (Fernsehserie)
Crusoe ist eine US-amerikanische Fernsehserie, welche am 17. Oktober 2008 ihre Premiere beim Sender NBC feierte.
Sie wurde von Stephen Gallagher geschaffen und basiert lose auf dem Roman Robinson Crusoe von Daniel Defoe.
Die Serie besteht aus einer Staffel mit 13 Episoden, die, je nach Art der Ausstrahlung, auch als 12 Episoden mit einem 90-minütigen Pilotfilm verrechnet werden können.
Aufgrund schwacher Quoten stellte sich schnell heraus, dass es zu keiner zweiten Staffel der Serie kommen wird und sie nach der Ausstrahlung ihrer Folgen eingestellt werden würde.
Eine deutsche Erstausstrahlung fand ab dem 4. November 2009 beim FOX  Channel statt. Der FreeTV-Sender Super RTL nahm die Sendung ab 29. Oktober 2010 in sein Programm auf.

## Besetzung und Synchronisation
Die deutschsprachige Synchronisation der Serie entstand bei der FFS Film- und Fernseh-Synchron GmbH, München und Dialogbuch und Dialogregie von Cay-Michael Wolf.
| Schauspieler       | Charakter           | Synchronsprecher  |
| ------------------ | ------------------- | ----------------- |
| Philip Winchester  | Robinson Crusoe     | Johannes Raspe    |
| Tongayi Chirisa    | Freitag             | Patrick Schröder  |
| Joaquim de Almeida | Santos Santana      | Dirk Galuba       |
| Mía Maestro        | Olivia              | Angela Wiederhut  |
| Sam Neill          | Jeremiah Blackthorn | Wolfgang Condrus  |
| Anna Walton        | Susannah Crusoe     | Anke Kortemeier   |
| Sean Bean          | James Crusoe        | Torsten Michaelis |

## Veröffentlichung im deutschsprachigen Raum
Koch Media veröffentlichte die komplette Serie am 3. Dezember 2010 auf DVD.